# Киселёв, Юрий Михеевич
Юрий Михеевич Киселёв (6 марта 1937 года, г. Рубцовск, РСФСР, СССР — 5 января 2014 года, г. Барнаул, Российская Федерация) — советский государственный и партийный деятель 

## Биография
Родился 6 марта 1937 года в городе Рубцовске.
После окончания средней школы  в 1954 г. поступил учеником фрезеровщика на Алтайский тракторный завод. Прошел трудовой путь от ученика фрезеровщика до начальника тракторосборочного цеха.
Без отрыва от производства окончил  Рубцовский машиностроительный техникум, а затем  вечерний факультет в г. Рубцовске Алтайского политехнического института им. Ползунова, получив специальность инженера-механика.

### Послужной список
- 1957-1958 гг, секретарь завкома Алтайского тракторного завода (г. Рубцовск);

- 1958-1961 гг., первый секретарь горкома ВЛКСМ города Рубцовска;

- 1961-1968 гг., инструктор промышленно-транспортного отдела Алтайского крайкома КПСС;

- 1970-1977 гг, секретарь парткома Алтайского моторного завода;

Мемориальная доска на доме где проживал Ю.М. Кисилёв, ул Дзержинского,13.

- Мемориальная доска на доме где проживал Ю.М. Кисилёв, ул Дзержинского,13.1977-1980 гг., первый секретарь Ленинского райкома партии города Барнаула;

- 1980-1986 гг., первый секретарь Рубцовского горкома партии;

- 1986-1988 гг., заместитель  председателя крайисполкома Алтайского края.

В 2007 году решением Рубцовского городского совета депутатов Ю.М. Киселёву было присвоено звание «Почетный гражданин города Рубцовска».
Избирался делегатом XIII съезда ВЛКСМ, г. Москва.

## Награды
- 2 ордена Трудового Красного Знамени
- орден Дружбы народов
- медали